# Ceratothoa curvicauda
Ceratothoa curvicauda is een pissebed uit de familie Cymothoidae. De wetenschappelijke naam van de soort is voor het eerst geldig gepubliceerd in 2006 door Nunomura.